# 杰克·特鲁特
杰克·特劳特（英語：Jack Trout，1935年1月31日—2017年6月4日），台湾译为杰克·特鲁特或傑克‧屈特，美国管理学家，市场定位理论和营销战理论的奠基人和先驱，美国咨询公司特劳特合伙人公司（英語：Trout & Partners）总裁。

## 学术成就
- 产品市场定位与消费者心态的概念普及化

## 主要著作
- 《定位》（Positioning）
- 《营销战争》（Marketing Warfare）
- 《22条商规》（The 22 Immutable Laws of Marketing）